# Sent Benet de Saut
Sent Benèt de Saut és un municipi occità, situat al departament de l'Indre i a la regió de Centre – Vall del Loira. L'any 2007 tenia 710 habitants.

## Demografia

### Població
El 2007 la població de fet de Sent Benèt de Saut era de 710 persones. Hi havia 354 famílies, de les quals 163 eren unipersonals (68 homes vivint sols i 95 dones vivint soles), 111 parelles sense fills, 64 parelles amb fills i 16 famílies monoparentals amb fills.
La població ha evolucionat segons el següent gràfic:
Habitants censats

### Habitatges
El 2007 hi havia 482 habitatges, 371 eren l'habitatge principal de la família, 71 eren segones residències i 40 estaven desocupats. 371 eren cases i 110 eren apartaments. Dels 371 habitatges principals, 217 estaven ocupats pels seus propietaris, 140 estaven llogats i ocupats pels llogaters i 14 estaven cedits a títol gratuït; 20 tenien una cambra, 27 en tenien dues, 66 en tenien tres, 109 en tenien quatre i 149 en tenien cinc o més. 239 habitatges disposaven pel capbaix d'una plaça de pàrquing. A 176 habitatges hi havia un automòbil i a 92 n'hi havia dos o més.

### Piràmide de població
La piràmide de població per edats i sexe el 2009 era:
| Homes | Edats   | Dones |
| ----- | ------- | ----- |
| 0     | 95 o +  | 0     |
| 0     | 90 a 94 | 16    |
| 4     | 85 a 89 | 4     |
| 8     | 80 a 84 | 4     |
| 28    | 75 a 79 | 36    |
| 20    | 70 a 74 | 64    |
| 12    | 65 a 69 | 40    |
| 28    | 60 a 64 | 12    |
| 28    | 55 a 59 | 24    |
| 12    | 50 a 54 | 16    |
| 32    | 45 a 49 | 36    |
| 24    | 40 a 44 | 28    |
| 28    | 35 a 39 | 20    |
| 8     | 30 a 34 | 28    |
| 28    | 25 a 29 | 20    |
| 16    | 20 a 24 | 12    |
| 16    | 15 a 19 | 16    |
| 24    | 10 a 14 | 16    |
| 36    | 5 a 9   | 16    |
| 12    | 0 a 4   | 0     |

## Economia
El 2007 la població en edat de treballar era de 420 persones, 294 eren actives i 126 eren inactives. De les 294 persones actives 261 estaven ocupades (141 homes i 120 dones) i 33 estaven aturades (11 homes i 22 dones). De les 126 persones inactives 53 estaven jubilades, 20 estaven estudiant i 53 estaven classificades com a «altres inactius».

### Ingressos
El 2009 a Sent Benèt de Saut hi havia 346 unitats fiscals que integraven 670,5 persones, la mediana anual d'ingressos fiscals per persona era de 14.640 €.

### Activitats econòmiques
Dels 74 establiments que hi havia el 2007, 1 era d'una empresa extractiva, 4 d'empreses alimentàries, 7 d'empreses de fabricació d'altres productes industrials, 7 d'empreses de construcció, 17 d'empreses de comerç i reparació d'automòbils, 5 d'empreses de transport, 4 d'empreses d'hostatgeria i restauració, 3 d'empreses d'informació i comunicació, 6 d'empreses financeres, 2 d'empreses immobiliàries, 5 d'empreses de serveis, 11 d'entitats de l'administració pública i 2 d'empreses classificades com a «altres activitats de serveis».
Dels 21 establiments de servei als particulars que hi havia el 2009, 1 era una gendarmeria, 1 oficina de correu, 3 oficines bancàries, 2 tallers de reparació d'automòbils i de material agrícola, 3 paletes, 1 guixaire pintor, 2 fusteries, 1 empresa de construcció, 2 perruqueries, 2 veterinaris, 2 restaurants i 1 agència immobiliària.
Dels 11 establiments comercials que hi havia el 2009, 1 era un hipermercat, 1 una botiga de més de 120 m², 2 fleques, 2 carnisseries, 1 una peixateria, 2 botigues de roba, 1 una botiga de material de revestiment de parets i terra i 1 una joieria.
L'any 2000 a Sent Benèt de Saut hi havia 3 explotacions agrícoles.

## Equipaments sanitaris i escolars
El 2009 hi havia 2 farmàcies i 1 ambulància.
El 2009 hi havia una escola elemental integrada dins d'un grup escolar amb les comunes properes formant una escola dispersa. Sent Benèt de Saut disposava d'un col·legi d'educació secundària amb 204 alumnes.

## Poblacions més properes
El següent diagrama mostra les poblacions més properes.